# Erison Hurtault
Pour les articles homonymes, voir Hurtault.
Erison Hurtault (né le 29 décembre 1984) est un athlète de la Dominique, spécialiste du 400 mètres.
De nationalité américaine, il a vécu à Matawan dans le New Jersey et est diplômé de l'Université Columbia. Ne s'étant pas qualifié lors des sélections américaines pour les Jeux olympiques, il a opté pour la nationalité de ses parents.

## Performances
Son meilleur temps est de 45 s 40 (Sacramento, 9 juin 2007) qu'il a quasiment égalé en 2009, lors des championnats du monde à Berlin pour se qualifier en demi-finales.